# Heiko Steuer
Heiko Steuer (* 30. Oktober 1939 in Braunschweig) ist ein deutscher Archäologe. Sein zentrales Forschungsinteresse gilt Fragen der Sozial- und Wirtschaftsgeschichte im frühgeschichtlichen Europa.

## Leben und Werk
Heiko Steuer studierte von 1960 bis 1969 zunächst Physik und Mathematik, dann Ur- und Frühgeschichte, Germanistik und Alte Geschichte an der Universität Göttingen und der Universität Tübingen. Er wurde  1969 in Göttingen bei Herbert Jankuhn mit der Arbeit „Die Südsiedlung von Haithabu: Studien zur frühmittelalterlichen Keramik im Nordseeküstenbereich und in Schleswig-Holstein“ promoviert. 1979 habilitierte er sich an der Universität Bochum mit der Arbeit „Frühgeschichtliche Sozialstrukturen in Mitteleuropa: Eine Analyse der Auswertungsmethoden des archäologischen Quellenmaterials“. Von 1976 bis 1984 war Heiko Steuer Direktor des Kölnischen Stadtmuseums. 1984 trat er die Nachfolge Edward Sangmeisters als Direktor des Instituts für Ur- und Frühgeschichte der Universität Freiburg an, wo er bis zu seiner Emeritierung 2005 als Professor für Ur- und Frühgeschichte lehrte.
Bekannt wurde Heiko Steuer vor allem durch seine unkonventionellen und bisweilen auch provokanten Interpretationsansätze zu Lebensverhältnissen und Sozialstrukturen der Spätantike und Merowingerzeit, die maßgebliche Anstöße für die frühgeschichtliche und Mittelalterarchäologie darstellten und noch immer als richtungsweisend gelten. Schwerpunkte seiner wissenschaftlichen Tätigkeit sind die Erforschung spätantiker Höhensiedlungen, montanarchäologische Untersuchungen zum mittelalterlichen Bergbau, die Archäologie der frühmittelalterlichen Stadt, mittelalterliche Handels- und Währungsgeschichte sowie die Geschichte der Archäologie als Wissenschaft. Von 1997 bis 2003 war Heiko Steuer zudem Leiter des Projektes „Ethnische Einheiten im frühgeschichtlichen Europa. Archäologische Forschung und ihre politische Instrumentalisierung“ (ab 2002: „Ethnische Einheiten und soziale Identitäten im frühgeschichtlichen Europa. Archäologische Forschung und ihre politische Instrumentalisierung“). Als Teilprojekt des Sonderforschungsbereichs 541 „Identitäten und Alteritäten. Die Funktion von Alterität für die Konstitution und Konstruktion von Identität“ der Deutschen Forschungsgemeinschaft an der Albert-Ludwigs-Universität Freiburg trug es maßgeblich zu einer vertieften Grundlagenreflexion innerhalb der Frühgeschichtlichen Archäologie bei.
Heiko Steuer ist (Mit-)Herausgeber mehrerer archäologischer und historischer Fachzeitschriften, Tagungsbände und Sammelwerke, darunter das „Reallexikon der Germanischen Altertumskunde“ und die „Zeitschrift für Archäologie des Mittelalters“. Seit 1999 ist er korrespondierendes Mitglied der Niedersächsischen Akademie der Wissenschaften zu Göttingen.

## Schriften (Auswahl)
Monografien
- „Germanen“ aus Sicht der Archäologie. Neue Thesen zu einem alten Thema. Teil 1 und 2 (= Ergänzungsbände zum Reallexikon der Germanischen Altertumskunde. Bd. 125/1 und 2). De Gruyter. Berlin, Boston 2021, ISBN 978-3-11-069973-9.
- European Societies in the First Millenium AD. Archaeology, History and Methodology, edited by Victor Spinei and Andrei Asǎndulesi. Florilegium magistorum historiae archaeologiaeque Antiquitatis et Medii Aevi VIII. Editura Academiei Române, Bucureşti-Brǎila 2010, ISBN 978-973-27-1785-1 / 978-973-1871-36-3.
- Waagen und Gewichte aus dem mittelalterlichen Schleswig. Funde des 11. bis 13. Jahrhunderts aus Europa als Quellen zur Handels- und Währungsgeschichte (= Zeitschrift für Archäologie des Mittelalters. Beiheft. 10). Rheinland-Verlag, Köln (i. e.: Pulheim) 1997, ISBN 3-7927-1449-3.
- Frühgeschichtliche Sozialstrukturen in Mitteleuropa. Eine Analyse der Auswertungsmethoden des archäologischen Quellenmaterials (= Abhandlungen der Akademie der Wissenschaften zu Göttingen, Philologisch-Historische Klasse. Folge 3, Nr. 128). Vandenhoeck & Ruprecht, Göttingen 1982, ISBN 3-525-82407-6 (Zugleich: Bochum, Universität, Habilitations-Schrift, 1979).
- Das Wappen der Stadt Köln. Aus der Kölner Stadtgeschichte. Greven Verlag Köln, Köln 1981, ISBN 3-7743-0193-X.
- Die Franken in Köln. Aus der Kölner Stadtgeschichte. Greven Verlag Köln, Köln 1980, ISBN 3-7743-0177-8.
- Die Südsiedlung von Haithabu. Studien zur frühmittelalterlichen Keramik im Nordseeküstenbereich und in Schleswig-Holstein (= Die Ausgrabungen in Haithabu. Bd. 6, ISSN 0417-335X). Wachholtz, Neumünster 1974 (Zugleich: Göttingen, Universität, Dissertation, 1973).

Herausgeberschaften
- mit Janine Fries-Knoblach und John Hines: The Baiuvarii and Thuringi. An Ethnographic Perspective (= Studies in Historical Archaeoethnology. Vol. 9). The Boydell Press, Woodbridge 2014, ISBN 978-1-84383-915-6.
- mit Sebastian Brather, Hans Ulrich Nuber und Thomas Zotz: Antike im Mittelalter. Fortleben, Nachwirken, Wahrnehmung. 25 Jahre Forschungsverbund Archäologie und Geschichte des ersten Jahrtausends in Südwestdeutschland (= Archäologie und Geschichte. Freiburger Forschungen zum ersten Jahrtausend in Nordwestdeutschland. Bd. 21). Jan Thorbecke Verlag, Ostfildern 2014, ISBN 978-3-7995-7371-9.
- mit Heinrich Beck und Dieter Geuenich: Altertumskunde – Altertumswissenschaft – Kulturwissenschaft. Erträge und Perspektiven nach 40 Jahren Reallexikon der Germanischen Altertumskunde (= Reallexikon der germanischen Altertumskunde. Ergänzungsbände. Bd. 77), de Gruyter, Berlin Boston 2012, ISBN 978-3-11-027360-1 / eISBN 978-3-11-027361-8.
- mit Rüdiger Mäckel und Thomas Christian Uhlendahl: Gegenwartsbezogene Landschaftsgenese am Oberrhein. Ergebnisse eines interdisziplinären Graduiertenkollegs (= Freiburger geographische Hefte. Heft 67, ISSN 0071-9447). Institut für Physische Geographie, Freiburg (Breisgau) 2011.
- mit Volker Bierbrauer: Höhensiedlungen zwischen Antike und Mittelalter von den Ardennen bis zur Adria (= Reallexikon der germanischen Altertumskunde. Ergänzungsbände. Bd. 58). de Gruyter, Berlin u. a. 2008, ISBN 978-3-11-020235-9.
- mit Heinrich Beck, Dieter Geuenich und Dietrich Hakelberg: Zur Geschichte der Gleichung „germanisch – deutsch“. Sprache und Namen, Geschichte und Institutionen (= Reallexikon der germanischen Altertumskunde. Ergänzungsbände. Bd. 34), Walter de Gruyter, Berlin, New York 2004, ISBN 3-11-017536-3.
- mit Gerd Biegel: Stadtarchäologie in Norddeutschland westlich der Elbe (= Zeitschrift für Archäologie des Mittelalters. Beiheft 14). Habelt, Bonn 2002, ISBN 3-7749-3076-7.
- Eine hervorragend nationale Wissenschaft. Deutsche Prähistoriker zwischen 1900 und 1995 (= Reallexikon der germanischen Altertumskunde. Ergänzungsbände. Bd. 29). de Gruyter, Berlin u. a. 2001, ISBN 3-11-017184-8.
- mit Walter Berschin und Dieter Geuenich: Mission und Christianisierung am Hoch- und Oberrhein (6.–8. Jahrhundert) (= Archäologie und Geschichte. Freiburger Forschungen zum ersten Jahrtausend in Südwestdeutschland. Bd. 10). Thorbecke, Stuttgart 2000, ISBN 3-7995-7360-7.
- Alter Bergbau im Sulzbachtal, Südschwarzwald (= Archäologische Nachrichten aus Baden. Bd. 61/62, ISSN 0178-045X). Förderkreis Archäologie in Baden, Freiburg (Breisgau) 1999.
- mit Ulrich Zimmermann: Streifzüge durch die frühen Hochkulturen. Ein historisches Lesebuch (= Beck’sche Reihe. Bd. 1046). Beck, München 1994, ISBN 3-406-37436-0.
- mit Ulrich Zimmermann: Montanarchäologie in Europa. Berichte zum Internationalen Kolloquium „Frühe Erzgewinnung und Verhüttung in Europa“ in Freiburg im Breisgau vom 4. bis 7. Oktober 1990 (= Archäologie und Geschichte. Bd. 4). Thorbecke, Sigmaringen 1993, ISBN 3-7995-7354-2.
- mit Ulrich Zimmermann: Alter Bergbau in Deutschland (= Archäologie in Deutschland. Sonderheft). Theiss, Stuttgart 1993, ISBN 3-8062-1066-7.
- Die Alamannen auf dem Zähringer Burgberg (= Archäologische Informationen aus Baden-Württemberg. Heft 13). Gesellschaft für Vor- und Frühgeschichte in Württemberg und Hohenzollern, Stuttgart 1990, ISBN 3-927714-05-4.
- Zur Lebensweise in der Stadt um 1200. Ergebnisse der Mittelalter-Archäologie. Bericht über ein Kolloquium in Köln vom 31. Januar bis 2. Februar 1984 (= Zeitschrift für Archäologie des Mittelalters. Beiheft 4). Rheinland-Verlag u. a., Köln (i. e.: Pulheim) u. a. 1986, ISBN 3-7927-0899-X.

Zeitschriften und Reihen (Herausgeber)
- mit Sebastian Brather und Ulrich Müller: Zeitschrift für Archäologie des Mittelalters. ZAM (seit 1972), ISSN 0340-0824.
- mit Hans Ulrich Nuber und Thomas Zotz: Archäologie und Geschichte. Freiburger Forschungen zum ersten Jahrtausend in Südwestdeutschland. seit 1986, ZDB-ID 1132524-0.
- mit Heinrich Beck und Dieter Geuenich: Reallexikon der Germanischen Altertumskunde. 2., völlig neu bearbeitete und stark erweiterte Auflage. seit 1994, Germanische Altertumskunde online.
- mit Hans Ulrich Nuber und Thomas Zotz: Freiburger Beiträge zur Archäologie und Geschichte des ersten Jahrtausends. seit 1999, ISSN 1437-1707.